# Castello di Folignano
II castello di Folignano, o Fulignano, è un complesso fortificato situato nell'omonima frazione del comune italiano di Ponte dell'Olio, in provincia di Piacenza, sulla sponda destra del torrente Nure.

## Storia
L'edificio, realizzato a partire da un castrum preesistente, viene menzionato nel 1028 come proprietà del rettore della chiesa di Paderna. 
Viene citato in un documento risalente al 1319 nel quale venne venduto dalla famiglia Copallati, all'epoca proprietaria, ai figli di Riccardo Anguissola; in quel periodo la fortificazione, insieme ai vicini castelli di Bicchignano, Montesanto,  Riva e Torrano, svolgeva un ruolo di controllo del corso del torrente Nure lungo le rotte commerciali che mettono in comunicazione la pianura Padana con la Liguria.
Nel 1335, nell'ambito dei conflitti tra il papato e la famiglia Visconti, il castello ospitò le truppe fedeli ai signori milanesi Nel 1376 l'edificio apparteneva al ramo di Vigolzone della famiglia Anguissola, la quale ottenne poi diverse riconferme della sua proprietà da parte dei signori di Milano.
Nel 1414 Antonio, Pietro e Riccardo Anguissola ottennero da parte dell'imperatore Sigismondo l'investitura sul possesso del castello di Folignano, insieme ai castelli di Vigolzone, Riva e Montesanto e alla villa di Albarola.
Nel 1482 il conte Giovanni Carlo Anguissola, dopo aver servito come capitano nell'esercito del precedente duca di Milano Francesco Sforza, ricevette un'ulteriore conferma dei privilegi su Folignano da parte del duca di Milano Gian Galeazzo Sforza. All'inizio del 1504 il re di Francia Luigi XII concesse al conte Pier Bernardino Anguissola i feudi di Folignano e San Polo.
La famiglia Anguissola mantenne il proprio potere su Folignano fino al termine del XIX secolo.
Dopo lavori di restauro degli interni, il castello ospita un'azienda agricola e un agriturismo, mentre nelle cantine si trova il museo della pigiatura.

## Struttura
Il castello, realizzato in pietra e mattoni coperti da intonaco, presenta una pianta quadrangolare, elemento tipico del Piacentino, e è dotato di basse torri a base circolare sugli angoli; tra queste la torre maggiore, posta sul vertice sud-orientale, è dotata di coronamento a aperture a forma di arco. Il complesso è circondata da un fossato, scavalcato sul fronte occidentale dal ponte che permette di raggiungere l'ingresso dotato di portico a sei campate. Tra i corpi di fabbrica, che presentano altezze diverse tra loro, spiccano sugli altri i due posti rispettivamente ai lati nord e sud.
All'interno si trovano i resti di alcuni affreschi.
Le murature esterne si presentano in stato di cattiva conservazione, mentre i fronti che affacciano sul cortile interno sono in condizioni migliori dopo aver subito un restauro, l'oratorio annesso al castello si trova invece in condizioni di abbadnono.